# Tragédie du stade du 4-Janvier
La tragédie du stade du 4-Janvier est une bousculade survenue le 10 février 2017 au stade du 4-Janvier à Uige en Angola. Le drame a lieu durant un match de football de 1re division du championnat angolais entre le Santa Rita et le Recreativo Libolo lorsqu'une bousculade à la porte d'entrée du stade provoque la mort de 17 personnes et 58 blessés.

## Déroulement des faits
Le 10 février 2017, le club promu Santa Rita reçoit le Recreativo Libolo en marge de la 1re journée du championnat angolais de football. Ce jour-là, le stade du 4-Janvier, pouvant accueillir jusqu'à 12 000 personnes, atteint sa capacité maximale tandis que sur le terrain, le coup d'envoi est donné. À l'entrée du stade, de nombreux supporters voulant assister au match, dont certains ne disposant pas de billets, se heurtent à un cordon de sécurité provoquant une bousculade. De nombreuses personnes finissent écrasés sur les grilles ou piétinées au sol desquels plusieurs enfants font partie des victimes. Dans l'enceinte du stade, le match se poursuit jusqu'à son terme et se solde par la défaite des domiciliés (0-1) alors que les spectateurs présents à l'intérieur ne s'aperçoivent pas de la tragédie. Le bilan officiel fait état de 17 morts et 58 blessés tandis que des sources médicales parlent d'au moins 25 morts. 

## Causes et procédures judiciaires
À la suite d'une demande du ministère angolais des sports, la fédération angolaise de football (AFP) et les responsables locaux ont ouvert une enquête pour déterminer la cause de la bousculade afin de parvenir à de nouvelles mesures de sécurité.  
L'origine de l'incident est d'abord attribuée à l'afflux des supporteurs, ce qui aurait fait céder la porte d'entrée et engendrer la bousculade. Toutefois, des témoins sur place accusent les forces de sécurité d'être à l'origine de la tragédie. Ces derniers auraient d'abord laissé entrer des supporters en petits groupes, sans se soucier de savoir qui possédaient des billets, alors que des centaines de personnes essayaient d'entrer dans le stade. Par la suite, la police aurait tenté de dissiper la foule en utilisant du gaz lacrymogène, ce qui aurait provoqué un mouvement de foule. 
Le 21 février 2017, un premier rapport d'enquête mené par l'AFP révèle que la bousculade est due à une défaillance du dispositif de sécurité. Le 29 mars, un second rapport d'une commission d'enquête ordonnée par le président angolais José Eduardo dos Santos estime qu'une grande responsabilité dans l'accident est partagée par la police nationale ainsi que la fédération provinciale de football d'Uige, le club de Santa Rita et la société de gestion du stade. En outre, d'après le journal luxembourgeois « Le Quotidien », l'enquête met également en cause « une mauvaise coordination entre l'AFP et le club Santa Rita » ainsi qu'une mauvaise « décision du commissaire de police [...] de ne pas ouvrir les portes ». Bien que des témoins aient dénoncé l'utilisation de gaz lacrymogènes par la police comme étant le déclencheur de la bousculade, le rapport, appuyés par des rapports médicaux, indique que « les victimes n'ont inhalé aucun produit nocif ».
Par ailleurs, la justice angolaise n'ouvre pas d'enquête judiciaire. 

## Réactions
Le président du club Santa Rita accuse la police d'être à l'origine du drame et dénonce une « faute grave » qu'aurait faite la police en laissant la population s'approcher du stade. De son côté, le club Recreativo Libolo résume le match via son site internet en titrant un article « Trois points et une fin tragique ». 
La fédération angolaise de football et le président de la Confédération africaine de football Issa Hayatou expriment dans un communiqué « leur compassion pour les familles des victimes » et souhaitent « un prompt rétablissement des blessés ».
Dans un communiqué, le président angolais Jose Eduardo dos Santos exprime sa tristesse et critique la police en expliquant que « c'était une grave erreur de laisser autant de gens s'approcher du stade ».
Le week-end du 11 et 12 février 2017, des minutes de silence sont observées en prélude des matchs professionnels de 1re et 2d division dans les championnats espagnols et français,.